# Мостовий Андрій Володимирович
Андрі́й Володи́мирович Мостови́й (нар. 24 січня 1988, Обухів) — український футболіст, півзахисник німецького аматорського клубу БСВ «Менден».

## Біографія
Народився 24 січня 1988 року в місті Обухові Київської області.
З шести років почав займатися футболом, спочатку в місцевій ДЮСШ, після чого був запрошений до київської школи ДЮСШ-15.
2005 року підписав професійний контракт з друголіговим «Дніпром» (Черкаси), якому вже в першому сезоні допоміг вийти в першу лігу, де і грав до кінця 2007 року, після чого перейшов у «Княжу» (Щасливе), за яку виступав до кінця року.
Після того як в кінці 2008 року «Княжа» була розформована, Мостовий перейшов в прем'єрліговий ФК «Львів», проте до кінця сезону так і не зіграв жодного гри у чемпіонаті, який «леви» завершили в зоні вильоту і покинули елітний дивізіон. З наступного сезону Мостовий поступово став гравцем основного складу.
Улітку 2011 року на правах вільного агента перейшов до київського «Арсеналу», проте так і не зміг дебютувати у Прем'єр-лізі і виступав лише у молодіжному чемпіонаті, зігравши у 26 матчах.
Через це вже за рік, 11 серпня 2012 року Мостовий повернувся в першу лігу, підписавши контракт з охтирським «Нафтовиком-Укрнафтою».
З 2013 по 2016 рік виступав за кіровоградську «Зірку», у складі якої в сезоні 2015/16 став переможцем Першої ліги.
У липні 2016 року став гравцем чернігівської «Десни», з якою впродовж двох наступних сезонів виграв срібні та бронзові медалі Першої ліги. 25 липня 2018 року у тридцятирічному віці дебютував у Прем'єр-лізі, вийшовши у стартовому складі «Десни» в матчі проти «Шахтаря» (0:2). У сезоні 2019/20 «Десна» посіла 4-те місце в чемпіонаті України та отримала право на участь у кваліфікації Ліги Європи. 24 вересня 2020 року вперше зіграв у єврокубках, відігравши весь матч 3-го кваліфікаційного раунду Ліги Європи проти німецького «Вольфсбурга», у якому «Десна» поступилася з рахунком 0:2. Загалом у чернігівській команді провів 5 сезонів та зіграв 153 матчі в усіх турнірах.

## Досягнення
«Зірка»
- Переможець Першої ліги: 2015/16

«Десна»
- Срібний призер Першої ліги: 2016/17
- Бронзовий призер Першої ліги: 2017/18.